# جيمس إيرل كارتر الأب
كان جيمس إيرل كارتر الأب (12 سبتمبر 1894 - 22 يوليو 1953) سياسيًا ورجل أعمال أمريكيًا، مثل مقاطعة سومتر في مجلس النواب في ولاية جورجيا من 12 يناير 1953 حتى وفاته في 22 يوليو 1953. يُعرف عادةً باسم "إيرل كارتر"، وكان والد جيمي كارتر، الرئيس التاسع والثلاثين للولايات المتحدة من 1977 إلى 1981.

## الطفولة
وُلد جيمس إيرل كارتر في أرلينجتون، جورجيا، في 12 سبتمبر 1894. وكان الرابع من بين خمسة أطفال وُلدوا لويليام أركيبالد كارتر ونانا برات. في عام 1904، بعد أن تم قتل والده على يد شريك تجاري، وهي الحادثة التي شهدها جيمس وهو في التاسعة من عمره، انتقلت عائلة كارتر إلى بلينز، جورجيا. سمح هذا الانتقال لعمه الداعم بتوجيه جيمس، الذي تم تسجيله في أكاديمية ريفرسايد العسكرية، حيث بقي هناك حتى أنهى الصف العاشر. في سيرته الذاتية، افترض الكاتب غرانت هايتير-مينزي أن وفاة والده المفاجئة جعلت جيمس يتبنى نهجًا في الحياة كان محافظًا وحذرًا. في خطاب ألقاه عام 1980 أمام اللجنة الوطنية الديمقراطية، ذكر جيمي كارتر أن والده استمر في تقليد بدأه الأجداد في عائلة كارتر بعدم إنهاء دراستهم الثانوية.

## الخدمة العسكرية
بعد أن أكمل الصف العاشر، عمل كارتر كبائع متجول في ولاية تكساس. استخدم الأرباح التي حققها من بيع المكواة للاستثمار في بناء مخزن ثلج وغسيل في بلينز.
في ديسمبر 1917، انضم كارتر إلى الجيش الأمريكي للخدمة في الحرب العالمية الأولى. في البداية، كان جنديًا في الشركة I، الفوج 121 في سرية المشاة، ثم ترقى في الرتب حتى أصبح رقيبا قبل أن يتم اختياره للالتحاق بمدرسة تدريب الضباط في أغسطس 1918. أكمل الدورة في معسكر لي في ولاية فيرجينيا في 30 نوفمبر 1918. وبما أن الهدنة قد تمت في وقت مبكر من نفس الشهر، وكان الجيش في عملية تقليص حجمه، حصل كارتر على تعيينه كضابط احتياط برتبة ملازم ثان في الحرس الوطني في ولاية جورجيا.

## السيرة المهنية
بعد خروجه من الجيش، افتتح كارتر متجرًا للبقالة في شارع ماين في بلينز. العمل في تجارة البقالة ذات الهوامش الربحية المنخفضة دفعه إلى استخدام بعض التكتيكات المخادعة لزيادة الربح. تذكرت ابنته جلوريا كيف كان يظهر لها كيفية جعل زجاجات الحليب تبدو أكثر امتلاءً مما هي عليه عن طريق صب الحليب بطريقة معينة.
تسببت عوامل مثل الظروف الجوية وتغير أسعار السلع الزراعية بشكل مستمر في تقلبات كبيرة في الدخل الناتج عن مساعي كارتر الزراعية.
لقد غرست فترة عمل كارتر كبائع متجول فيه أخلاقيات العمل القوية. والآن، بصفته مالكًا لمتجر صغير، كان يلتزم بروتين العمل من "شروق الشمس حتى غروبها"، و"من صباح يوم الاثنين حتى بعد ظهر السبت"، قبل أن يخصص مساء واحد للترفيه. وبعد سنوات، تذكر ابنه أن جوانب هذا الروتين المتعلقة بليلة السبت كانت تتعارض مع تفضيلات زوجته.

## الحياة الشخصية

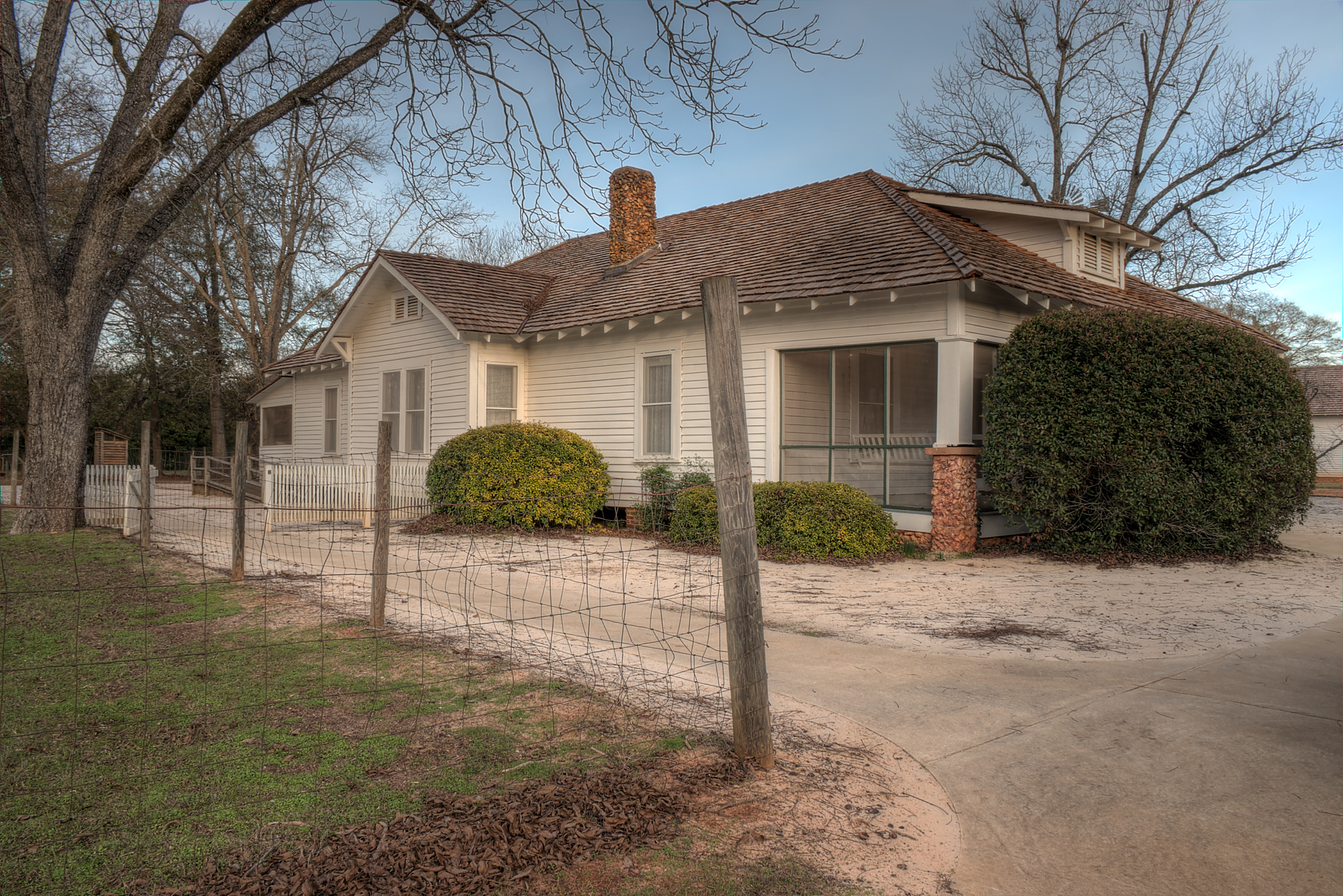
منزل كارتر في منتزه جيمي كارتر التاريخي الوطني

تزوج كارتر من ليليان غوردي كارتر في 27 سبتمبر 1923 في بلينز. وفقًا لابنه جيمي، كان كارتر مخطوبًا لامرأة أخرى في وقت لقائه الأول مع ليليان وكان قد خطط للزواج بالفعل قبل أن يركب قطارًا ويختفي لمدة ثلاثة أشهر. بعد تلك الفترة، عاد كارتر وبدأ في مغازلة ليليان. وأعربت ليليان عن أن الزوجين كان عليهما التكيف مع اهتماماتهما المختلفة، حيث كان لديهما آراء سياسية واهتمامات قرائية متباينة. أما عادات كارتر في القراءة فكانت تتكون من الصحف اليومية والأسبوعية، والمجلات الزراعية، وكتاب ريتشارد هاليبرتون "الطريق الملكي إلى الرومانسية"، وقصص آرثر كونان دويل عن شيرلوك هولمز، والمجموعة الكاملة لقصص "طرزان" التي كتبها إدغار رايس بوروز. كان كارتر يوقع ويطلب المواد التي يقرأها بتسلسل معين، وقد احتفظ ابنه الأكبر بهذه المجموعة لعقود بعد وفاته. كتبت المؤلفة السيرة الذاتية بيفرلي غيرمان أن كارتر كان يختلف عن زوجته وأطفاله في عدم امتلاكه "حبًا للكتب"، بل كان يلتفت إلى الصحف كمصدر للقراءة. وبعد عقود من وفاة كارتر، تأملت ليليان في قوة علاقتهما قائلة: "لم أتوقف أبدًا عن الشعور بالوحدة من أجله، لكنني لم أشعر بالوحدة تجاه أي شخص آخر."
بحلول الوقت الذي بلغ فيه ابنه جيمي أربع سنوات، كان كارتر قد اشترى منزلًا جديدًا. وعندما أخذ الأطفال لرؤية المنزل، أدرك أنه قد ترك مفتاحه خلفه. كان هناك عارضة خشبية تسمح بفتح النوافذ فقط بمساحة صغيرة جدًا، بحيث لا يمكن للبالغين الدخول من خلالها. أرسل كارتر جيمي من خلال النافذة لفتح الباب. بعد العديد من السنوات، استرجع الرئيس كارتر في ذاكرته قائلًا: "لقد كانت موافقة والدي على أول عمل مفيد لي واحدة من أكثر الذكريات وضوحًا في ذهني." وفي الوقت الذي كان فيه جيمي في الثالثة عشرة من عمره، أصبح كارتر الأكبر من أوائل مديري برنامج الكهرباء الريفية، حيث ذكر جيمي أن والده قد تعلم أهمية المشاركة السياسية على الصعيدين المحلي والوطني.
كتب جيمي لاحقًا عن والده كأب صارم كان يعاقبه عندما يسيء التصرف، حيث سرد تجربة تعرضه للضرب من والده بعد أن اكتشف الأخير أنه أخذ سنتًا من صحن التبرعات في الكنيسة. كتب الرئيس المستقبلي أنه كانت تلك المرة الأخيرة التي يسرق فيها. وكان كارتر يُنسب إليه من قبل ابنه الأكبر كأكثر شخص أثر في "عادات عمله وطموحاته".

## السياسة والموت
كان كارتر محافظًا في آرائه السياسية. ومع ذلك، يتذكر ابنه جيمي أنه "لم نفكر مطلقًا داخل عائلتنا في محاولة تحديد مثل هذه التسميات". وكان كارتر الأب أيضًا مؤيدًا للفصل العنصري.
في البداية، كان كارتر يدعم فرانكلين ديلانو روزفلت، لكنه عارض تنفيذ "الصفقة الجديدة" (New Deal) عندما شملت برامج السيطرة على الإنتاج التي أُقرت في عهد روزفلت ذبح الخنازير وحرث القطن. تطورت تلك المعارضة إلى معارضة أوسع لروزفلت، ولم يصوت له في الانتخابات التالية. وفقًا لابنه الأكبر، وعلى الرغم من خيبة أمله من روزفلت، لم يترك كارتر الحزب الديمقراطي على مستوى الولاية واستمر في التصويت لمرشحيه في الانتخابات المتبقية طوال حياته. ومع ذلك، فإن معارضته لروزفلت قادته إلى اتباع نهج مختلف في السياسة الوطنية.
في مؤتمر الحزب الجمهوري لعام 1936، جمع كارتر عائلته ليجلسوا معًا حول الراديو لساعات عدة، وبعد ذلك صوت لمرشح الحزب، ألف لاندون، في الانتخابات العامة. داخل ولاية جورجيا، دعم كارتر يوجين تالمادج في حملته الانتخابية عام 1932 لمنصب الحاكم. وذكر ابنه الأكبر أنه "كان يأخذ شاحنته الزراعية التي تزن طناً واحداً إلى تجمعات وحفلات شواء جين تالمادج، وكانت سرير الشاحنة مغطى بالقش ومحملة بجيراننا".
بعد أن خدم في مجلس التعليم في مقاطعة سومتر، تم انتخاب كارتر لعضوية مجلس النواب في جورجيا عام 1952 كعضو في الحزب الديمقراطي. خدم لفترة قصيرة، ممثلاً مقاطعة سومتر حتى وفاته في العام التالي بسبب سرطان البنكرياس في 22 يوليو 1953 عن عمر يناهز 58 عامًا.